# Iván Strod
Ivan Yakovlevich Strod (en ruso: Иван Яковлевич Строд, en letón: Jānis Strods; 10 de abril de 1894  - 4 de febrero de 1938) fue un oficial del Ejército Rojo durante la Guerra Civil Rusa en el Lejano Oriente ruso de 1918 a 1923.
Ivan Strod nació en Ludza en una familia letona. Participó en la Primera Guerra Mundial y sirvió en el ejército del Imperio Ruso. Ivan Strod se ofreció como voluntario en el Ejército Rojo en 1918 luchando contra los blancos en Siberia. Desde noviembre de 1918 hasta diciembre de 1919 estuvo en la prisión de Oliókminsk. Después de la liberación, Ivan Strod encabezó el Destacamento Revolucionario de Voluntarios. En octubre de 1920 era comandante de un destacamento de caballería del Ejército Popular Revolucionario de la República del Lejano Oriente.
Estuvo a cargo de derrotar al general blanco Anatoly Pepelyayev durante la Revuelta de Yakut. Ivan Strod recibió tres Órdenes de la Bandera Roja. En 1927 se jubiló por malas condiciones de salud. Ivan Strod trabajó para las obras de Osoaviakhim en Tomsk. Fue ejecutado durante la Gran Purga, como parte de la llamada "Operación Letona"